# Stilpnia whitelyi
La tangara capuchinegra (Stilpnia whitelyi) es una especie —o la subespecie Stilpnia cyanoptera whitelyi, dependiendo de la clasificación considerada— de ave paseriforme de la familia Thraupidae, perteneciente al  género Stilpnia, anteriormente situada en Tangara. Es nativa del norte de América del Sur.

## Distribución y hábitat

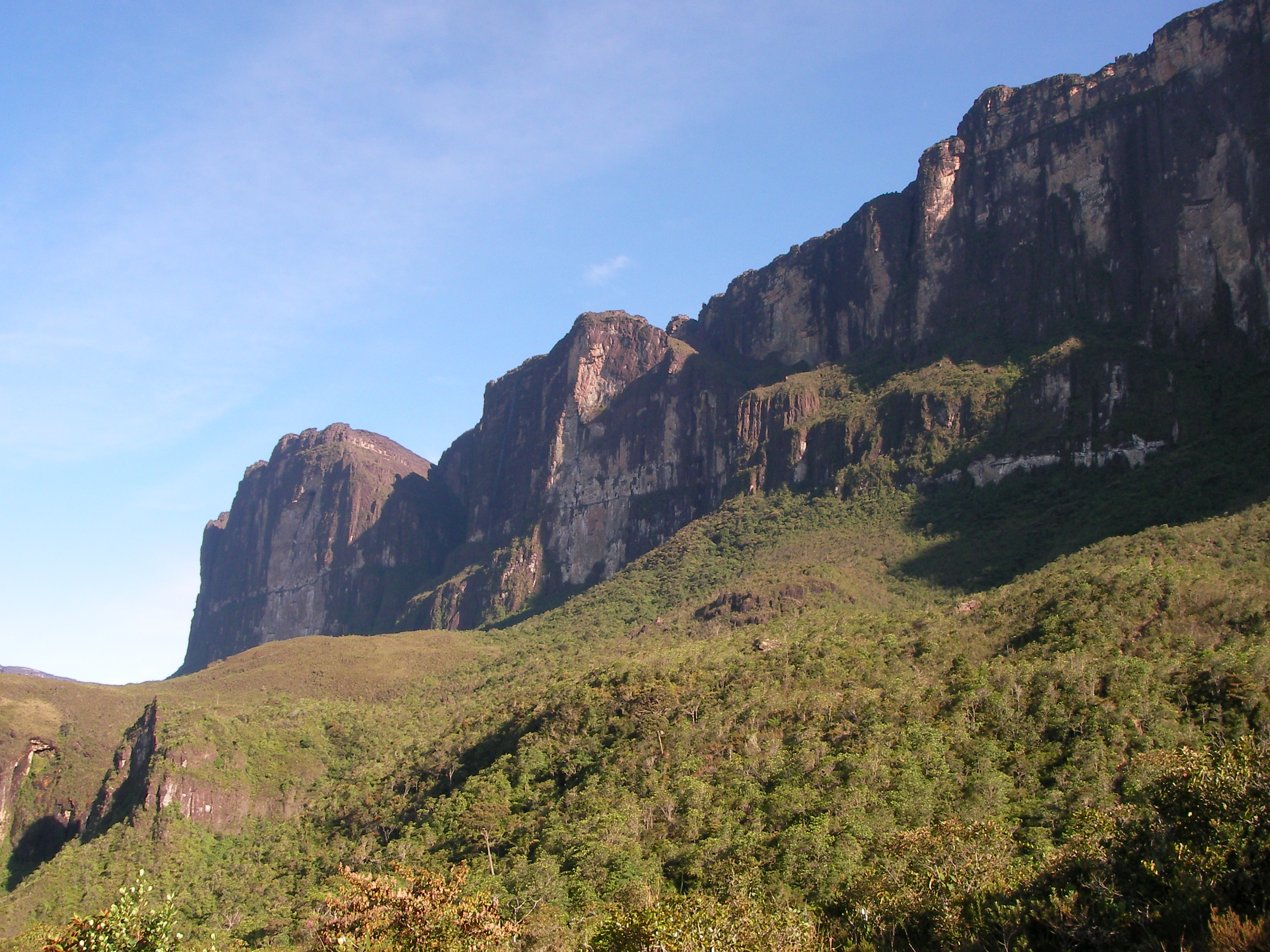
Bosques del Monte Roraima, ejemplo de hábitat de la especie.

Se distribuye en la región de los tepuyes del sur de Venezuela (Bolívar, Amazonas), este de Guyana y extremo norte de Brasil (Amazonas y Roraima).
Esta especie es considerada localmente común en sus hábitats naturales: los bordes de selvas montanas y de estribaciones, y clareras adyacentes, principalmente entre los 800 y 2000 m de altitud.

## Sistemática

### Descripción original
La especie S. whitelyi fue descrita por primera vez por los zoólogos británicos Osbert Salvin y Frederick DuCane Godman en 1884 bajo el nombre científico Calliste whitelyi; su localidad tipo es: «Roraima, Guyana–Venezuela».

### Etimología
El nombre genérico femenino Stilpnia deriva de la palabra del idioma griego «στιλπνή», forma femenina para el adjetivo «brillante» o «reluciente», aludiendo al brillo que presenta el plumaje de estas especies; y el nombre de la especie «whitelyi» conmemora al colector británico Henry Whiteley, Jr. (1844–1892).

### Taxonomía
La presente especie es tradicionalmente tratada como una subespecie de Stilpnia cyanoptera, sin embargo, las clasificaciones Aves del Mundo (HBW) y Birdlife International (BLI) la consideran como una especie separada con base en diferencias morfológicas, el plumaje del macho es notablemente más apagado con menos opalecencia en general, algún moteado por abajo y sin azul en las alas, y la capucha negra se extiende hasta cubrir la nuca. Esta separación no es seguida todavía por otras clasificaciones.